# 3e régiment d'artillerie à cheval
Pour les articles homonymes, voir 3e régiment.
Ne doit pas être confondu avec 3e régiment d'artillerie.
Le 3e régiment d'artillerie à cheval (3e à cheval) où 3e régiment d'artillerie légère est un régiment d'artillerie de l'Armée de terre française créé sous la Révolution par la réunion de compagnies de canonniers à cheval créées en 1792. Il est licencié en 1829.

## Création et différentes dénominations
- 11 septembre 1794 : Organisation du 3e régiment d'artillerie à cheval[note 1]
- 26 octobre 1815 : Licencié
- 8 février 1816 : Régiment d'artillerie à cheval de Strasbourg
- 1820 : 3e régiment d'artillerie à cheval
- 26 mai 1830 : Licencié

## Colonels et chefs de corps
- 11 septembre 1794 : N. Faye
- 22 mars 1795 : Jean Barthélemot de Sorbier
- 1797 : Michel Duroc
- 20 janvier 1802 : Alexandre Pierre Navelet
- 21 juin 1807 : Baron Augustin Marie d'Aboville
- 15 décembre 1808 : Louis Doguereau
- 5 mars 1812 : Claude Marion
- 20 mars 1813 : Baron Robert de Marilhac
- 5 juin 1825 : Félix Aimé Lasnon

## Historique des garnisons, combats et batailles

### Guerres de la Révolution et de l'Empire
Le « 3e régiment d'artillerie à cheval » a été organisé à La Fère le 11 septembre 1794, sur le pied de six compagnies parmi lesquelles se trouvaient les 1re, 2e, 11e, 12e, 13e et 29e compagnies, sous le commandement du chef de brigade Fays.
Pendant toute la durée du Directoire, du Consulat et de l'Empire le dépôt du régiment était à Strasbourg.
En 1796-1797, le régiment est envoyé à l'armée de Sambre-et-Meuse.
De 1798 à 1800, une partie du régiment est affecté à l'armée d'Orient et participe à la campagne de la Haute-Égypte.
En 1800, le régiment rejoint l'armée du Rhin avec laquelle il participe à la bataille de Hohenlinden, au combat d'Erbach, au passage du Lech et aux combats de Landshut et de Wettenhausen (de)
Une lettre du colonel Duroc, commandant du régiment, au ministre, datée de Strasbourg le 1er janvier 1802, nous apprend que les 1re et 2e compagnies du 8e régiment d'artillerie à cheval qui avait été supprimé viennent d'arriver et vont être incorporées au « 3e régiment d'artillerie à cheval ».
De 1805 à 1808, le 3e régiment à cheval a fourni exclusivement ses compagnies aux armées d'Allemagne et de Pologne et il participe à la bataille d'Austerlitz ainsi qu'à celle de Lübeck en 1806 et de Friedland en 1807. À partir de 1808, il est partagé entre l'Allemagne et l'Espagne.
En 1809, il se trouve à la bataille d'Essling, puis à la bataille de Wagram durant laquelle le colonel d'Aboville, récemment promu au grade de général de brigade, eut un bras emporté.
Les compagnies engagées en Espagne se trouvent aux batailles de Somosierra, et de Madrid en 1808, aux batailles de Medellin, de Talavera, d'Ocana, d'Almonacid et de La Corogne en 1809, à celles d'Albubera et d'Olivenza en 1811 et de Vitoria en 1813.
Le maréchal Soult demande, après la bataille de La Corogne en 1809, la croix pour trois officiers du 3e à cheval, qui, par le feu habilement dirigé de ses pièces, a forcé la flotte anglaise à appareiller avant l'embarquement complet de l'armée britannique et à sortir en désordre de la rade de La Corogne. Les 1re et 6e compagnies furent rappelées de l'Espagne en juin 1811, l'Empereur se préparant à l'expédition de Russie.
Les 1re, 4e, 5e et 6e compagnies, ont fait cette campagne, durant laquelle le colonel Claude Marion a été fait prisonnier en Russie.  Elles ont participé aux batailles de Smolensk, de La Moskova et de Krasnoï. Pendant ce temps, les 2e et 3e compagnies combattaient en Andalousie, et la 7e compagnie, qui venait récemment d'être organisée, était en Portugal.
Les 2e et 7e compagnies sont rappelées de la Péninsule en mars 1813, et le régiment entier, moins la 3e compagnie, qui resta jusqu'à la fin en Espagne, a fait les campagnes de Saxe, ou elles combattent à Lutzen, Bautzen, Leipzig et Hanau en 1813, puis la campagne de France où elles sont présentes à Brienne, Montereau, La Rothière, Montmirail et Paris.
Le 3e à cheval est réorganisé le 6 septembre 1814, à Strasbourg, par le général Valée.
Pendant les Cent-Jours, le régiment fournit :
- sa 1re compagnie à la division de cavalerie légère qui opéra avec le général Lecourbe dans les Vosges et le Jura
- les 5e et 6e compagnies étaient à Paris au Champ de Mai
- les 2e, 3e et 4e compagnies étaient à l'armée du Nord
- le dépôt était à Strasbourg.

Le régiment participe à la bataille de La Souffel, puis après Waterloo, tout ce qui restait debout se retira à Limoges, excepté les deux compagnies du Champ de Mai, qui étaient retournées à Strasbourg et qui furent licenciées le 18 septembre 1815. Le reste du régiment a été licencié à Limoges le 24 octobre 1815, par le général Charbonnel.

## De 1816 à 1829
Le 8 février 1816, le colonel Robert de Marilhac, le dépôt et 3 compagnies provisoires, conservées conformément aux dispositions des articles 24 et 25 du supplément à l'instruction du 7 août 1815, prescrivant de conserver 150 hommes aux régiments d'artillerie à cheval lors de leur licenciement, arrivaient à Besançon, et y formaient le noyau du nouveau 2e régiment d'artillerie à cheval est réorganisé sous le titre de « régiment d'artillerie à cheval de Strasbourg ».
En 1820, le « régiment d'artillerie à cheval de Strasbourg » prend le nom de « 3e régiment d'artillerie à cheval ».
Pendant les quatorze années de son existence, le 3e à cheval a occupé, après Besançon, les garnisons de Strasbourg en 1818, de Metz en 1821, de Toulouse en 1825, et de Douai en 1829. 
C'est à Douai que le 3e régiment d'artillerie à cheval a été licencié, le 26 mai 1830.
Il a versé :
- une partie de son état-major, la 7e compagnie et son colonel, Félix Aimé Lasnon, au 10e régiment d'artillerie, qui prend le commandement de cette unité.
- les 1re, 2e, et 3e compagnies au 1er régiment d'artillerie,
- les 4e, 5e et 6e compagnies au 6e régiment d'artillerie.

## Personnalités
- Henri-Antoine Bon de Lignim alors lieutenant
- Jean-Baptiste Charles Bouchotte alors chef d'escadron
- Jean-François Boulart alors chef d'escadron
- Pierre Henri Lepin alors chef d'escadron
- Guillaume Stanislas Marey-Monge alors sous-lieutenant
- Sylvain Charles Valée alors commandant de la 2e compagnie.

## Sources et bibliographie
- Henri Kauffert : Historique de l'artillerie française
- Louis Susane : Histoire de l'artillerie Française
- Historiques des corps de troupe de l'armée française (1569-1900)
- Etat militaire du corps impérial de l'artillerie de France en 1811 page 363
- French Horse Artillery Regiments and the Colonels Who Led Them 1791-1815